# Colomos
Colomos är en ort i Mexiko.   Den ligger i kommunen Calvillo och delstaten Aguascalientes, i den centrala delen av landet, 500 km nordväst om huvudstaden Mexico City. Colomos ligger 1 765 meter över havet och antalet invånare är 482.
Terrängen runt Colomos är kuperad åt sydost, men åt nordväst är den platt. Runt Colomos är det ganska tätbefolkat, med 67 invånare per kvadratkilometer. Närmaste större samhälle är Calvillo, 7,4 km sydväst om Colomos. Trakten runt Colomos består till största delen av jordbruksmark.